# Црква Светог Саве у Диселдорфу
Црква Светог Саве је главна саборна и парохијска црква Епархије диселдорфске и њемачке Српске православне цркве у Диселдорфу у четврти Лихтенброих. Црква је посвећена Светом Сави, првом архиепископу аутокефалне Српске православне цркве.

## Историја
Послије Другог свјетског рата, када је почела обнова уништених цркава, њемачка Евангелистичка црква Рајнске области, свјесна, каква је ненакнадива штета начињена Србији и православној цркви, као и због чињенице да у Њемачкој ради велики број радника поријеклом из бивше Југославије, одлучила је да се као мала компензација обезбиједи бесплатно земљиште за изградњу новог храма Српске православне цркве у Диселдорфу на свом посједу у градској четврти Лихтенброих. Новац за изградњу прикупљан је од парохијана који не живе само у Диселдорфу, него и из региона Нојс—Милхајм на Руру, неколико десетљећа. Када је прикупљен потребан износ, изградња је почела и завршена је за скоро годину дана (1985—1986).
Као модел за изградњу цркве служио је манастир у близини Бујановца на југу Србије. У темељ цркве уграђен је камен из манастира Хиландар, а грађевински пројект у византијском стилу урадио је инжењер Александар Радовановић. Поред цркве је 2007. године изграђена капела посвећена Светом мученику Ђорђу Кратовцу.
У ноћи 19. децембра 2008. године црква је била на мети провалника. Врата црква су била поломљена, а унутрашњост цркве је била дјелимично уништена. Лопови су тражећи драгоцјености, разбили иконе, украли вриједне свештенике одежде и вјерске предмете. Штета је процијењена на 30.000 €.
Црква се налази у Епархији франкфуртској и све Њемачкој, која је до 2015. носила назив Епархија средњоевропска. Датум 11. маја 2009. године у цркви Светог Саве одржана је јубиларна прослава поводом 40 година епархије, којој је присуствовао епископ средњоевропски Константин, као и многе званице, међу којима и румунски митрополит Серафим, грчки епископ Вартоломеј, представници Руске православне цркве у Њемачкој, као и представници католичке и протестантске заједнице у Диселдорфу, радијски и телевизијски новинари.

## Опис цркве
Црквени иконостас је израђен у дуборезу, а израдио га је академски сликар Драгомир Јашовић из Београда. Академски сликар Миша Младеновић израдио је мозаичку икону „Свети Сава благосиља српску дјецу” која се налази изнад западних врата.
Цркву су осликали професор Мирослав Лазовић и ђакон Никола Лубардић из Београда. Осликавање је трајало три године, од 2006. до 2009. године.
Поред тих непроцјењивих фресака у цркви се налази и велико бронзано паникадило који виси са таванице у средишњем дијелу цркве. На паникадилу се налази иконопис с представом Дванаест христових апостола.